# ماری-لوئیس (فیلم)
ماری-لوئیس (به انگلیسی: Marie-Louise) فیلمی در ژانر درام به کارگردانی لئوپولد لینتبرگ است که در سال ۱۹۴۴ منتشر شد. از بازیگران آن می‌توان به هاینریش گرتلر و پاولین کارتون اشاره کرد. این فیلم به وسیلهٔ آرتور مِیر و جوزف برستین در ایالات متحده پخش شد و به اولین برنده جایزه اسکار برای بهترین فیلم خارجی‌زبان تبدیل گردید. همچنین توانست اسکار بهترین فیلم‌نامه غیراقتباسی را دریافت کند.